# Sankelmark
Sankelmark est un quartier de la commune d’Oeversee et se situe près de Flensburg, au lac de Sankelmark dans le secteur de Schleswig-Flensburg dans le Land du Schleswig-Holstein.

## Situation
Au nord du lac de Sankelmark se trouve le petit village de Sankelmark, auquel on accède par la route Sankelmark (Straße). À 600 mètres à l’est de Sankelmark, se trouve au milieu d‘une petite zone forestière le centre de l'académie Sankelmark. L'hôtel Seeblick , situé sur la rive orientale du lac Sankelmark, fait également partie de Sankelmark. Il y a aussi un mémorial avec trois monuments de la bataille d'Oeversee. Pendant plusieurs décennies, le territoire municipal de Sankelmark a inclus les villages d'Augaard (danois : Ågård), Juhlschau (Julskov), Barderup, Bilschau (Bilskov) et Munkwolstrup (Munkvolstrubei). À Sankelmark (proche du centre d’académie), il existe un arrêt de bus pour le trafic régional, entre autres vers la gare routière de Flensburg. 

## Histoire
Pendant la guerre germano-danoise, une bataille a eu lieu dans la municipalité le 6 février 1864, lorsque deux brigades ont couvert la retraite de l'armée danoise du Danewerk contre les forces autrichiennes qui la poussaient (bataille d'Oeversee).
Le village de Sankelmark figurait déjà sur la carte de l'arpentage danois de 1857/1858  et sur la carte de l'arpentage prussien de la région sud de Flensburg vers 1879.
Au début des années 1950, l’académie Sankelmark, une académie de formation politique, historique et culturelle, a été créée au nord-est du lac de Sankelmark. L‘initiative de ce projet revient au sous-préfet et plus tard au préfet Friedrich Wilhelm Lübke, qui fut également président de l’association allemande des frontières, maître d‘ouvrage et propriétaire de l’académie.
Le 24 mars 1974, la commune indépendante de Sankelmark a été formée par la fusion des municipalités déjà existantes de Barderup et de Munkwolstrup. En plus de Munkwolstrup, les villages de Juhlschau et d'Augaard ont également été ajoutés à la commune de Sankelmark, qui couvrait depuis lors 20,82 km².

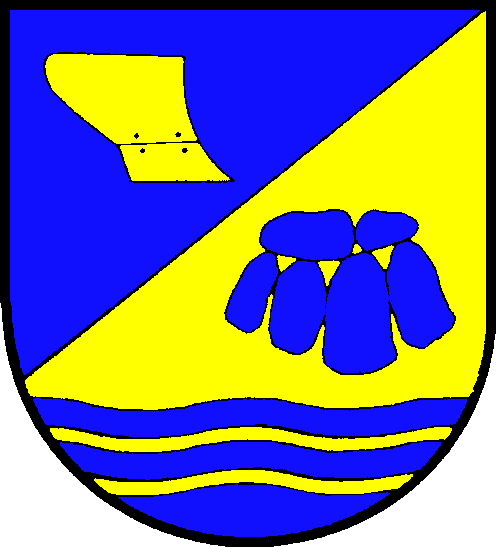
Armoiries de l'ancienne commune de Sankelmark

En 2007, 1383 personnes ont vécu dans la commune de Sankelmark. Le 1er mars 2008, celle-ci fusionne avec la commune voisine : Oeversee Il a été convenu que Oeversee serait le nom de la nouvelle commune.
La structure économique de Sankelmark est aujourd'hui en grande partie une zone agricole.

## Les anciennes armoiries de la commune de Sankelmark
Blason : “bouclier sur fond de vagues bleues recouvert de deux fils de vagues dorés, divisé en diagonale à gauche par le bleu et l’or. Au-dessus d'un soc de charrue d'or, au-dessous d'une tombe en pierre bleue composée de quatre pierres de support et de deux plaques de couverture”. 
Les armoiries furent confectionnées pour la fusion de la commune en 1974. Les couleurs des armoiries représentent le secteur de Schleswig-Flensburg. Les vagues représentent le lac de Sankelmark. Le soc de charrue fait référence à la forte empreinte agricole de Sankelmark et de ses environs. Les six pierres bleues dans le champ d'or forment une tombe mégalithique.